# ISO 3166-2:ST

Die autonome Region Príncipe im Nordosten und die Distrikte von São Tomé im Südwesten

Die Liste der ISO-3166-2-Codes für  São Tomé und Príncipe enthält die Codes für die autonome Region und die sechs Distrikte.

Die Codes bestehen aus zwei Teilen, die durch einen Bindestrich voneinander getrennt sind. Der erste Teil gibt den Landescode gemäß ISO 3166-1 (für  São Tomé und Príncipe ST), der zweite den Code für die autonome Region und die Distrikte wieder.
Die aktuellen Codes stehen auf der Seite der ISO unter #iso:code:3166:ST zur Verfügung.

| autonome Region/Distrikt | Code  |
| ------------------------ | ----- |
| Príncipe                 | ST-P  |
| Água Grande              | ST-01 |
| Cantagalo                | ST-02 |
| Caué                     | ST-03 |
| Lembá                    | ST-04 |
| Lobata                   | ST-05 |
| Mé-Zóchi                 | ST-06 |